# Kyormo Lung
| Tibetische Bezeichnung                       |
| -------------------------------------------- |
| Tibetische Schrift: སྐྱོར་མོ་ལུང་དགོན་པ །          |
| Wylie-Transliteration: skyor mo lung dgon pa |
| Chinesische Bezeichnung                      |
| Vereinfacht: 玖莫隆寺                        |
| Pinyin:Jiumolong si                          |

Das Kloster Kyormo Lung (tib. skyor mo lung)  war ursprünglich ein Kloster der Kadam-Schule, der ersten Sarma-Tradition des tibetischen Buddhismus. Es befindet sich westlich von Lhasa im Tal des Tölung-Flusses (stod lung chu) in Tölung Dechen (stod lung bde chen rdzong), einem Kreis der bezirksfreien Stadt Lhasa des Autonomen Gebiets Tibet der Volksrepublik China.
Das Kloster wurde 1169 von Balti Wangchug Tshülthrim (sbal ti dbang phyug tshul khrims) gegründet. Tsongkhapa studierte hier unter dem Abt Kashipa Losel (bka' bzhi pa blo gsal) das Vinaya-Sutra von Gunaprabha (tib. yon tan 'od). Im 15. Jahrhundert wurde es ein Gelugpa-Kloster.